# Wegelin
Wegelin var en svensk borgerlig släkt, som härstammade från Riga, som då var huvudstad i svenska Livland i nuvarande Lettland. Huvuddelen av Livland blev svenskt år 1629. Efter slaget vid Poltava år 1709 och den efterföljade Freden i Nystad 1721, blev Livland ryskt och Kurland blev ryskt år 1795. 
Släkten härstammar från körsnärsmästaren och borgaren Anton Wegelin i Riga under senare delen av 1600-talet, det var med dennes sonson Johan Wegelin (1711–1788) som släkten inkom till Sverige. Anton Wegelin var 1665 borgare i det då svenska Riga. Han var körsnärsmästare 1674 och blev ålderman 1685 och dog senast 1707 i Riga i Lettland. Av hans ättlingar utvandrade sonsonen Johan Wegelin och sonsons son Georg Wegelin till Stockholm. Släkten utslocknde i Sverige 1918.
Anton Wegelin (död 1707), som var körsnär i Riga, hade två söner, den äldre sonen hette Georg Wegelin och den yngre också hette Anton Wegelin och var född 1678 och död 1714, och blev liklaledes körsnär i Riga. Dennes son var Johan Wegelin (1711-1788), grosshandlare och brukspatron. Johan Wegelin utvandrade 1733 från Riga till Stockholm och fortsatte ut i Europa.
Johan Georgsson Wegelin var född i Stockholm 7/11 1768, död 6/5 1843 i Stockholm, han var son till körsnärsåldermannen Georg Wegelin (född 1738, död 1815) och Elisabet Nordström (född 1740, död 1829). Farfadern var körsnären i Stockholm Georg Wegelin och hans farfars far var körsnären i Riga Anton Wegelin (död 1714). Denne Anton Wegelins båda söner hette Georg Wegelin (den äldre sonen) och Anton Wegelin (den ynre sonen, född 1678). 

## Personer med efternamnet Wegelin
- Anton Wegelin (död 1707), borgare i Riga 1665, körsnärsmästare i Riga 1674, ålderman 1685, död senast 1707 i Riga
- Anton Wegelin (1678-1714), körsnär i Riga, farfars far till Johan Georgsson Wegelin
- Georg Wegelin, körsnär i Stockholm, farfar till Johan Georgsson Wegelin
- Johan Wegelin (affärsman) (1711–1788), grosshandlare, brukspatron och körsnär, far till Johan Henrik Wegelin
- Georg Wegelin (1738-1815), körsnärsålderman i Stockholm, far till Johan Georgsson Wegelin
- Hedvig Wegelin (1766–1842), föremål för en målning av Carl Fredrik von Breda
- Johan Georgsson Wegelin (1768–1843), affärsman, talman för borgarståndet i Stockholm, handelsbokhållare, grosshandlare med titel av kommerseråd
- Johan Henrik Wegelin (1768–1856), grosshandlare och brukspatron
- Carl Henrik Wegelin (1804–1863), brukspatron och uppfinnare
- Hedvig Charlotta Wegelin, född Lagerqvist (1783–1849), skådespelerska